# パラフィン
パラフィン（paraffin）とは、炭化水素化合物（有機化合物）の一種で、炭素原子の数が20以上のアルカン（一般式が {\displaystyle {\ce {C_{n}H_{2n{+}2}}}} の鎖式飽和炭化水素）の総称である。その炭素数にかかわらず脂肪族飽和炭化水素 {\displaystyle {\ce {C_{n}H_{2n{+}2}}}} と同義語とされる場合もある。和名では石蝋（せきろう）という。
英国、南アフリカでは、ケロシン灯油を指してパラフィンオイル(Paraffin oil)、または単にパラフィンと呼ぶ。一方、固形パラフィンはパラフィンワックス(Paraffin wax)とよばれる。
語源はラテン語のParum affinisで親和性が低いという意味。

## パラフィン（固形）

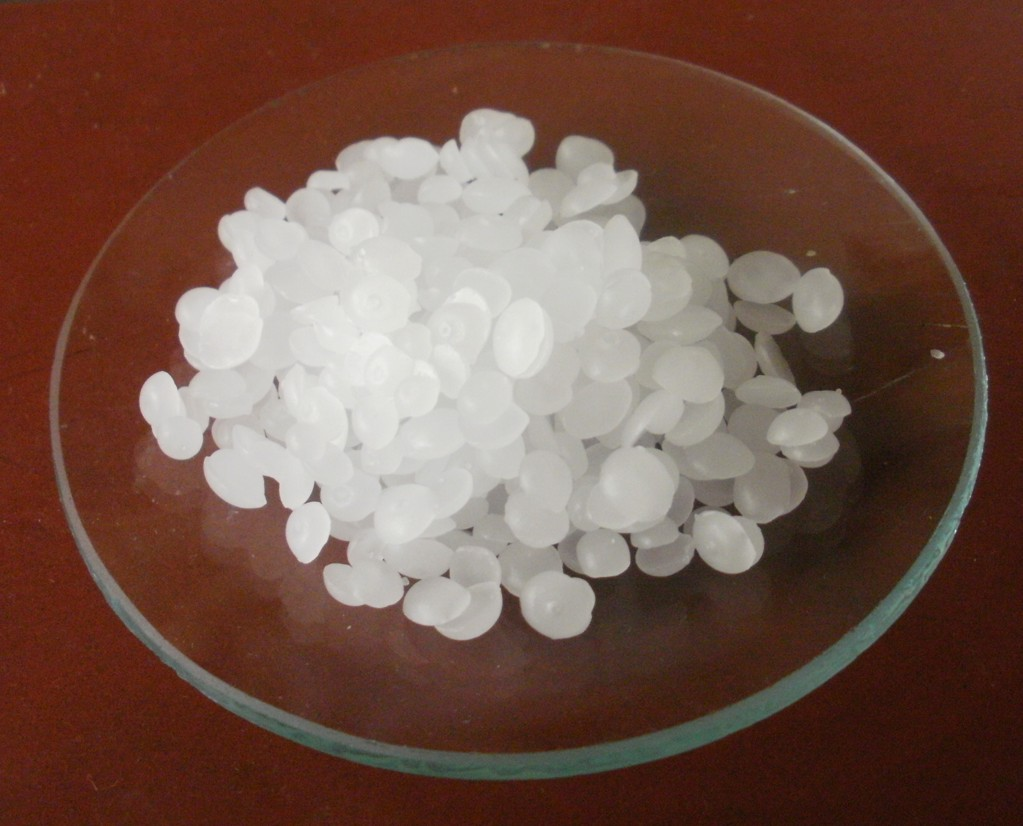
固形のパラフィン

常温において半透明ないし白色の軟らかい固体（蝋状）で水に溶けず、化学的に安定な物質である。成分は主にノルマルパラフィンの炭素数20以上の混合物であり、融点については用途により異なる。日本では単にパラフィンと呼ぶ場合が多いが、ケロシンとの混同を避けるため、特にパラフィンワックスとも呼ぶ。
ロウソク、クレヨン等で身近に使用され、生活場面ではしばしばロウとして扱われるが、化学的には日本のロウと西洋のワックスは全く異なるので留意する必要がある。

## 流動パラフィン
最も身近な物がベビーオイルである。常温では無色の液体で非揮発性。水には不溶。化学的に安定な物質で、通常の条件では酸化を受けない。成分については固形のパラフィンよりオレフィン系炭化水素に富む。乳化しやすく伸びや浸透性に優れる。純度は紫外光の吸光度により計測される。
流動パラフィンには多くの呼び方がある。ヌジョール (nujol)、ホワイト油、白色鉱油、水パラフィン、ミネラルオイル、ミネラルオイルホワイト、医療用パラフィン (medicinal paraffin)、パラフィンファックス、saxol、USP mineral oil、adepsine oil、Albolene、glymolなど。

## 所在・製法
パラフィンは石油に含まれ、分留によって取り出される。重油やアスファルトも炭化水素を含むため、広義のパラフィン類に含まれるが、これらは精製の度合いが低いうえ、カーボンやその他の夾雑物を含有しているために黒褐色を有する。また、蒸留精製する温度の違いで灯油などの燃料と流動パラフィン・石油ワックスは作り分けられる。
パラフィンを構成する成分は生理的に不活性であるが故に、精製の程度によって刺激性が規定されてしまう。長期にわたって皮膚や頭髪に触れることが多い化粧品用途に用いる場合には、精製度が特に高いものが用いられる。

## 用途例
- 燃料
  - ろうそくの原料
  - 蝋紙の原料
  - 着火剤
  - 火吹き
- 固定
  - マッチ軸木の含浸材（燃焼材として）
  - クレヨン
  - 組織学の標本作成での包埋材
  - 歯科用技工・診療 (JIS T6502)
  - 病理学的検査におけるパラフィン溶融器・パラフィン伸展器
  - 食品添加物等としての固着剤
- 鮮度保持
  - 缶、瓶の密封
  - せっけんの包み紙
  - 皮膜剤
    - チョコレートお菓子や野菜や果物の天然皮膜剤（流動パラフィン・パラフィンワックス）
    - 医薬品のコーティング（流動パラフィン・パラフィンワックス）
    - （中国産）椎茸の皮膜剤
- 密封・遮蔽・耐熱保温・撥水防水
  - 単体で一般にパラフィン紙（グラシン紙、油紙）といわれるもの
    - 防湿紙、防水紙、布の防水加工（昔[いつ?]は本のカバーなどでも利用された）
    - ボーリング地質調査時のサンプリング試料のライナー密封材
    - 美容：パラフィンパックで使用する密封材
    - 経皮投薬時の密封材
    - クッキングシートの素材：耐熱、遮蔽

  - 中性子遮蔽
  - 皮革製品等の撥水防水
  - 理学療法におけるパラフィン浴（厚生労働大臣が基準を定めて指定する医療機器（平成17年厚生労働省告示第112号）別表の 132）
- 滑剤
- 可塑剤
  - ガムベース（流動パラフィン・パラフィンワックス）
  - ネイルパラフィン
  - 美容整形
  - 電線の被覆材（塩素化パラフィン）
- 難燃剤
  - 難燃ゴムなど（塩素化パラフィン）
- 安定性
  - リンスや化粧品（ベビーオイル、乳液、クレンジングクリーム、コールドクリーム）の原料（流動パラフィン）
  - 軟膏基剤として調剤（流動パラフィン）
- 潤滑
  - エンジンオイル
  - 電気カミソリ・バリカン（流動パラフィン：潤滑・防錆用途）
  - チェーンソーオイル（流動パラフィン）
- 食品添加物
  - パンの製造用材（流動パラフィン）
- 蓄熱材
  - 比熱利用の顕熱型蓄熱材料としての水パラフィン
- 実験、測定の定着材
  - 赤外分光法の透過測定（流動パラフィン）
  - 密度測定アスファルト混合物パラフィンかさ密度法
  - 植物の蒸散の実験（流動パラフィン）
- 食品用
  - 食品機械用潤滑油・グリース（食品添加物認可流動パラフィン）
- 医療用
  - 下剤（流動パラフィン）
  - 腸閉塞による疝痛の内科的治療（流動パラフィン）
  - 鼻や眼の乾燥時の投薬剤（流動パラフィン）
  - 軟膏剤の基剤(プラスチベース)
- 農業
  - 農業用展着剤（農薬の湿展性・付着性を高める）アビオン社アビオン-C、アビオン-E、カネショウ社ペタンVなど
  - 接木接着部の乾燥防止、保護
- 生物学
  - 微生物の保存(流動パラフィン)

### 食用
食品衛生試験に合格したものは固形食品を直（じか）に包む事が許可される。
日本では、食品衛生法上、石油系ワックスに関する品質規制はない。（『流動パラフィンは化学的合成品ではないので、食品衛生法第六条に基づく指定の必要がない』とされている）。食品包装全般に使用されるワックスの品質をワックス業界が自ら管理することを目的に日本ワックス工業会が基準を制定している。
食品工場で使用される機械（たとえば製パン機では生地を分割する分割機）の潤滑油として従来、流動パラフィン（鉱物性オイル）が使用されていた。しかし、流動パラフィンの発がん性が議論されるようになり、現在では植物性オイルの使用が推奨されている。1970年からパンの製造過程におけるパン生地の自動分割機による分割の際、および焙焼（ばいしょう）する際の離型の目的に限ってのみ使用が許されており、パンへの残存量が0.10%未満だができるだけ少なくすることが望ましいと規定されている。パンの離型剤でも植物性オイルが使用されるようになってきているが、しかしながら、流動パラフィンは耐熱性があり酸化されにくいため、まだ多く使用されている。日本においては、食品機械用潤滑剤の安全性に関する規格・規準はない。しかしBSE問題等で食の安全性の観点が重視されているため、食品業界では、製品の安全性について、HACCP等の手法も取り入れ、さまざまな観点で見直しが行われている。
食用として認められたパラフィンは、飴、キャンディーの光沢をだす目的で使用されることがある。食用ではあるが消化されずに排出される。食用でないパラフィンには一般には油などの不純物が含まれており通常有害である。
日本では、食品添加物として認められているのは、食品の製造加工に必要なものとしてのその他項目としての流動パラフィンのみ。光沢剤その他では使用が認められていない。
1960年代には、石油由来のパラフィンを餌として酵母を増殖させ、石油タンパクを製造する技術が開発された。しかし、発がん性の疑いがぬぐい切れないとして消費者団体が抗議したこと、何よりも石油を食用にするというイメージの悪さが払拭できなかったことなどから、日本で流通することはなかった。

## 基準

### 化粧品
食品添加物規格、日本薬局方規格、化粧品原料基準（食添・薬局方・粧原基）2000年以降、化粧品原料はメーカーの自主規制

## その他
パラフィンワックスは鋳造にはあまり利用されない。凝固時に体積が縮小し、室温でもろく、一般に壊れないように彫刻することができないためである。模型の製作には、軟らかく成型しやすい蜜蝋などが用いられる。